# Albizia guillainii
Albizia guillainii är en ärtväxtart som beskrevs av André Guillaumin. Albizia guillainii ingår i släktet Albizia och familjen ärtväxter. Inga underarter finns listade i Catalogue of Life.